# مزرعه امحسن
مزرعه امحسن روستایی در دهستان شیرکوه بخش مرکزی شهرستان تفت استان یزد ایران است.

## جمعیت
بر پایه سرشماری عمومی نفوس و مسکن در سال ۱۳۹۵ جمعیت این روستا ۱۸۱ نفر (۷۵خانوار) بوده‌است.